# 名取り雑煮

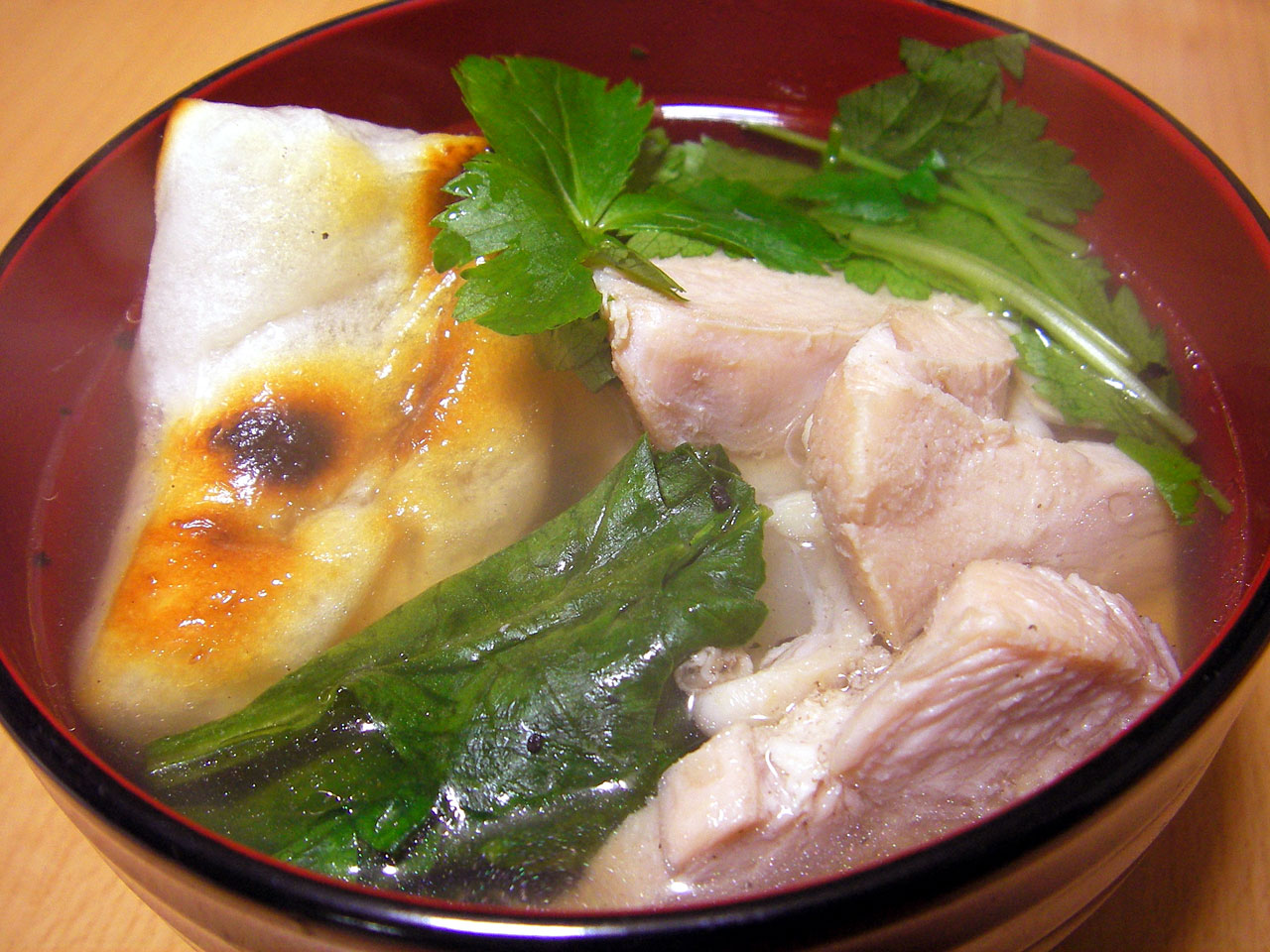
名取り雑煮の例

名取り雑煮（なとりぞうに）は、東京都の伝統的な雑煮。江戸雑煮（えどぞうに）とも呼ばれる。

## 概要
餅には切り餅を焼いて使用し、昆布とかつお節で出汁を取り濃口醤油を用いたすまし汁。現在の大田区、品川区にあたる地域では海苔の養殖が行われていたため、海苔を乗せることもある。

## 名称の由来
「名取り」は「菜鶏」の意味であり、具材に菜っ葉（小松菜）、鶏肉を用いていることの意と、「敵を討ち取って名を挙げる」「名を大切にする」といった武家社会的な意味合いがある。

## 歴史
元々は、江戸でも味噌仕立ての雑煮を食していたが、元禄年間に野田と銚子で醤油の生産が始まると、濃口醤油の雑煮が確立されていった。すまし汁になったのには、味噌は「みそをつける（物事を失敗したときの言い回し）」に通じるため、避けるようになったという説もある。西日本の雑煮が丸餅を使用するにに対し、江戸で四角い切り餅を用いるのは「（餅を）のして切る」ことが「敵を制圧して切る」という連想につながる武家社会の故であるという説もある。他にも平たく伸ばした餅を切り分ける方法が利便性が高いことから切り餅の使用が定着したという説がある。
なお、徳川家では祖である世良田有親・世良田親氏（松平親氏）親子と林藤助（小笠原光政）の逸話から、鶏肉ではなくウサギ肉を使用した雑煮を食していたともされる。